# Wiktor Dobryk
Wiktor Fedorowycz Dobryk (ukr. Віктор Федорович Добрик; ros. Виктор Фёдорович Добрик, ur. 2 grudnia 1927 we wsi Wołodymiriwka w obwodzie mikołajowskim, zm. 2008) – radziecki działacz partyjny.

## Życiorys
Urodzony w rodzinie nauczyciela, w 1950 ukończył studia w instytucie inżynierów transportu w Dniepropetrowsku, w latach 1951–1957 służył w Armii Radzieckiej. Od 1954 członek KPZR, od 1961 II sekretarz Komitetu Miejskiego KPU w Dnieprodzierżyńsku, 1963–1969 I sekretarz tego komitetu. Od marca 1969 do listopada 1973 I sekretarz Komitetu Obwodowego KPU w Iwano-Frankiwsku, od 28 listopada 1973 do 20 marca 1987 I sekretarz Komitetu Obwodowego KPU we Lwowie. Od 1966 zastępca członka, a od 1971 członek KC KPZR i jednocześnie KPU, od 1976 zastępca członka Biura Politycznego KC KPU.

## Odznaczenia
- Order Lenina (dwukrotnie)
- Order Rewolucji Październikowej
- Order Czerwonego Sztandaru Pracy

I medale.